# Carlos Crespi Croci
Carlo Crespi Croci (Legnano, Italia, 29 de mayo de 1891 – Cuenca, Ecuador, 30 de abril de 1982) fue un religioso italiano de la Pía Sociedad de San Francisco de Sales.

## Biografía

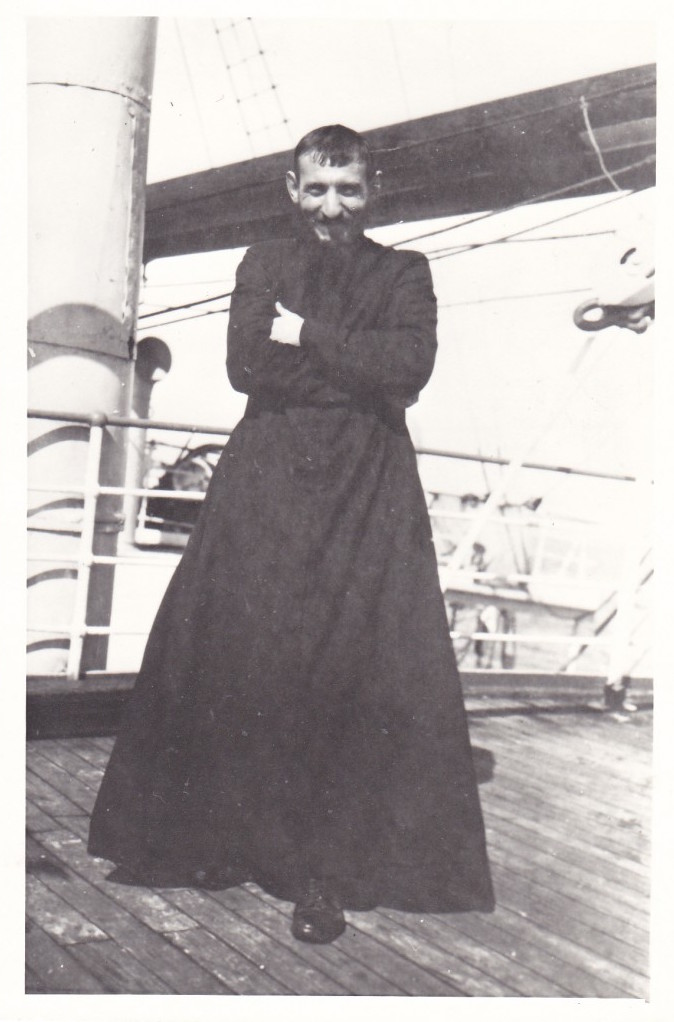
Don Carlo con 31 años a bordo del vapor "Venezuela" el 22 de marzo de 1926 con destino a Ecuador

Carlo Crespi nació en Legnano el 29 de mayo de 1891, tercero de los trece hijos del hogar de Daniele Crespi, trabajador de una hacienda del lugar, y su esposa Luisa Croci. En 1907 comenzó el noviciado en Foglizzo y entre 1909 y 1911 realizó estudios de filosofía en Valsalice, donde conoció y fue compañero de clase del sacerdote Renato Ziggiotti, futuro sucesor de Don Bosco. El domingo  28 de enero de 1917 fue ordenado sacerdote.
En 1921, Crespi se graduó en ciencias naturales con especialización en botánica en la Universidad de Padua; después de tres meses se graduó también en piano y composición en el conservatorio Cesare Pollini de Padua.
Vivió 60 años como misionero en Ecuador, sobre todo con indígenas de la Amazonía ecuatoriana. Además de su labor religiosa, se dedicó a la educación, cine, antropología y arqueología. Es uno de primeros investigadores de la Cueva de los Tayos, en Ecuador.
Crespi fue uno de los precursores del cine ecuatoriano con su documental Los invencibles shuar del Alto Amazonas (1926). Las imágenes fueron recuperadas y conservadas años después de su filmación.
Su labor principal la cumplió en Cuenca, donde su recuerdo se mantiene en monumentos y en el nombre de diferentes instituciones. Se encuentra en proceso de beatificación por la iglesia católica.

## Obras
Carlo Crespi (1926). Los invencibles shuar del Alto Amazonas (Documental). Ecuador: Cinemateca Nacional del Ecuador, UNESCO.

## Distinciones honoríficas

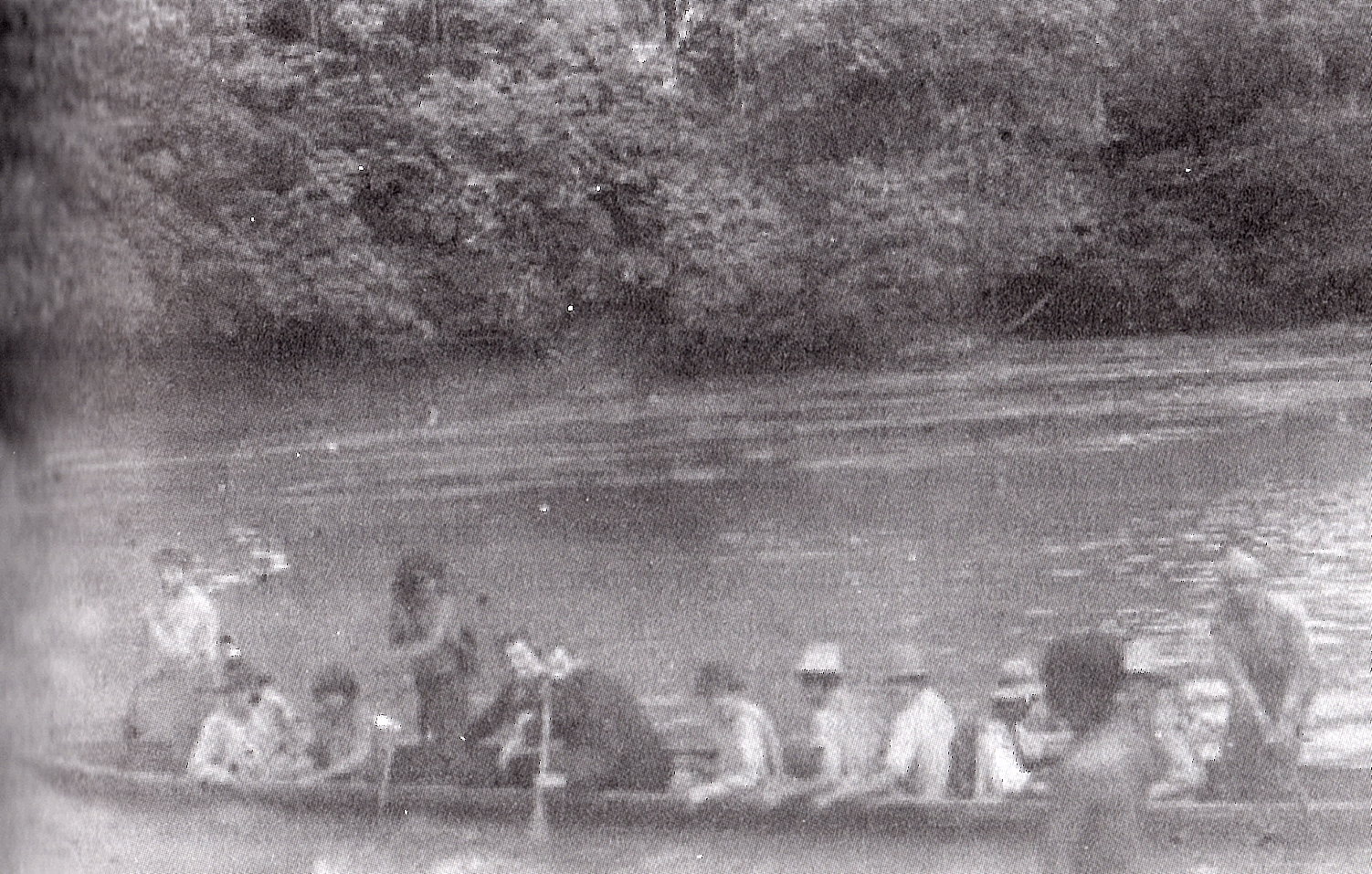
Padre Carlo Crespi junto al padre Albino del Curto conduciendo una piragua con algunos colonos e indígenas Shuar

Comendador de la Orden al Mérito de la República Italiana — Roma, el 7 de diciembre de 1981
 Doctorado honoris causa Post mortem: «Por su contribución en los campos religioso, social, cultural y científico»
— Universidad Politécnica Salesiana, el 30 de abril de 2001

## Proceso de canonización
Su causa de beatificación fue abierta el 16 de septiembre de 2006.
El 23 de marzo de 2023, El papa Francisco autorizó la promulgación de nuevos decretos del Dicasterio para las Causas de los Santos donde el Siervo de Dios Carlo Crespi Croci fue declarado Venerable junto a otros seis Siervos de Dios.

### En español
- Erich von Däniken (1974) [1972]. El oro de los dioses (Eduardo Videla, trad.). Barcelona, España: Ediciones Martínez Roca. ISBN 8427002637.
- Gastón Fernández Borrero (1996). Mis dos viajes a las Cuevas de los Tayos y el Problema fronterizo entre Ecuador y Perú en 1995. Quito, Ecuador: Tecniprint.
- Luis García Carpio (2009). El apóstol de los Pobres. Cuenca, Ecuador: Arte y Diseño.
- «Alienígenas subterráneos». Alienígenas ancestrales. Episodio 4. Temporada 2. América Latina: History.
- «Alienígenas subterráneos». Generación alien. Episodio 4. Temporada 2. España: Historia.

### En otros idiomas
En italiano
- Erich von Däniken (1972) [1972]. «L'oro degli Dei». Il seme dell'universo (Mariangela Breda y Giorgio P. Panini, trads.) (en italiano) (1.ª edición). Milán, Italia: Ferro Edizioni.
- Diego Marin (2013). «La Cueva de los Tayos». Il segreto degli illuminati. Oscar Mondadori (en italiano). Milán, Italia: Mondadori.
- Mauro Paoletti (2015). «Insoliti incontri». Il Nodo. Storia, mitologia e misteri del simbolo più antico dell'umanità (en italiano). Florencia, Italia: Enigma Edizioni. ISBN 9788899303044.
- Francesco Lamendola (20 de agosto de 2015). «Esiste una rete di tunnel misteriosi nel sottosuolo della regione andina?» (pdf) (en italiano). Archivado desde el original el 21 de marzo de 2018. Consultado el 22 de marzo de 2018.

En inglés
- Erich von Däniken (1973) [1972]. «The Gold of the Gods». The Gold of the Gods (Michael Heron, trad.) (en inglés) (1.ª edición). Londres, Reino Unido: Souvenir Press. ISBN 0285620878. publicado simultáneamente en Canada por da J. M. Dent & Sons, Ontario.
- Pino Turolla (1980). Beyond the Andes (en inglés) (1.ª edición). New York, NY, Estados Unidos: Harper & Row. ISBN 9780060143695. publicado simultáneamente en Canada por Fitzhenry & Whiteside, Toronto.
- Richard Wingate (1980). Lost Outpost of Atlantis (en inglés) (1.ª edición). New York: Everest House. ISBN 089696048X.
- Warren L. Cook (1983). «The Crespi Collection of Cuenca, Ecuador. South American artifacts».  En Barry Fell, ed. The Epigraphic Society Occasional Publications (en inglés) (Arlington, MA, Estados Unidos: The Epigraphic Society) 11 (2): 216-230. ISSN 0192-5148. artículo nº 272.
- Warren W. Dexter (1992). «Three Lost Collectons – a Photographer's View. Epigraphic losses».  En Barry Fell, ed. Epigraphic Society Occasional Papers (en inglés) (San Diego, CA, Estados Unidos: The Epigraphic Society) 20 (1): 212-223. ISSN 1061-5938.
- Warren Cook. «The Crespi Collection: Ecuador's Phoenician Art». Ancient American (en inglés) (Colfax, WI, Estados Unidos: Wayne N. May) 11 (68). ISSN 1077-1646.
- Glen W. Chapman (noviembre de 1998). The Crespi Ancient Artifact Collection of Cuenca Ecuador (pdf) (en inglés). The Chapman Research Group. Archivado desde el original el 17 de mayo de 2017. Consultado el 22 de marzo de 2018.
- Daniel Balderston; Mike Gonzalez; Ana M. López, eds. (2000). Encyclopedia of Contemporary Latin American and Caribbean Cultures (en inglés) 1 (1.ª edición). Londres, Reino Unido: Routledge. p. 422. ISBN 0415229715. publicado simultáneamente en los Estados Unidos por Routledge, New York, NY.
- Stan Hall (2005). Tayos Gold. The Archives of Atlantis (en inglés) (1.ª edición). Kempton, IL, Estados Unidos: Adventures Unlimited Press.
- Phillip Coppens. «The Metal Library of Atlantis».  En David Hatcher Childress, ed. World Explorer (en inglés) (Kempton, IL, Estados Unidos: Adventures Unlimited Press) 4 (5).
- Karen Olsen Bruhns; Nancy L. Kelker (2009). «The good Father and his hobby». Faking the Ancient Andes (en inglés) (1.ª edición). Walnut Creek, CA, Estados Unidos: Left Coast Press.
- Richard Wingate (2011). «Evidence of an Ancient Civilization. Father Crespi's Treasure». Atlantis in the Amazon. Lost Technologies and the Secrets of the Crespi Treasure (en inglés) (1.ª edición). Rochester, VT, Estados Unidos: Inner Traditions – Bear & Company. ISBN 9781591431206.
- Carl Lehrburger (2015). Secrets of Ancient America. Archaeoastronomy and the legacy of the Phoenicians, Celts and other forgotten explorers (en inglés). Rochester, VT, Estados Unidos: Inner Traditions – Bear & Company. ISBN 9781591431930.